# Nati nel 1908/Gennaio
| Questa pagina contiene informazioni ricavate automaticamente dalle voci biografiche con l'ausilio del template Bio e di un bot. L'aggiornamento è periodico e automatico e ricostruisce completamente la pagina. Se manca una persona in questa lista, sei pregato di non aggiungerla, ma accertati piuttosto che la sua voce biografica contenga il template Bio e che i dati anagrafici siano correttamente compilati. Se il template Bio manca, inseriscilo tu stesso o, in alternativa, metti l'avviso {{tmp\|Bio}} che ne segnala la mancanza. Se i dati riportati sono sbagliati, correggi direttamente la voce biografica; le modifiche saranno visibili in questa lista entro pochi giorni. Per chiarimenti vedi il progetto biografie. La lista contiene solo le 148 persone che sono citate nell'enciclopedia e per le quali è stato implementato correttamente il template Bio. Pagina aggiornata al 2 apr 2025. |

- 1º gennaio - Akira Fujita, pallanuotista giapponese († 2001)
- 1º gennaio - Edoardo Giannone, calciatore italiano
- 1º gennaio - Salvatore Maresca, calciatore italiano († 1979)
- 1º gennaio - Bob Russell, conduttore televisivo statunitense († 1998)
- 1º gennaio - Gennaro Santillo, calciatore italiano († 1943)
- 1º gennaio - Bill Tapia, musicista statunitense († 2011)
- 1º gennaio - Ahmad Shuqayri, politico palestinese († 1980)
- 2 gennaio - Secondo Pollo, presbitero e militare italiano († 1941)
- 2 gennaio - Angelo Vicari, poliziotto e prefetto italiano († 1991)
- 3 gennaio - Dorothea Wieck, attrice tedesca († 1986)
- 4 gennaio - Leonardo Bercovici, sceneggiatore e regista statunitense († 1995)
- 4 gennaio - Harry Bonavia, pallanuotista maltese
- 4 gennaio - Aldo Canazza, ciclista su strada e pistard italiano († 2002)
- 4 gennaio - Alfred Ebermann, alpinista austriaco († 1951)
- 4 gennaio - Gustav Schürger, pallanuotista tedesco († 1969)
- 5 gennaio - George Dolenz, attore statunitense († 1963)
- 5 gennaio - Johann Hoffmann, calciatore austriaco († 1970)
- 5 gennaio - Paul Lambert, pallanuotista francese († 1996)
- 5 gennaio - Jirō Satō, tennista giapponese († 1934)
- 6 gennaio - Karl Joppich, calciatore tedesco († 1940)
- 6 gennaio - Sverre Kvammen, calciatore norvegese († 1982)
- 7 gennaio - Philip Bourneuf, attore statunitense († 1979)
- 7 gennaio - Frederick Gibberd, architetto e urbanista britannico († 1984)
- 7 gennaio - Constance Wilson-Samuel, pattinatrice artistica su ghiaccio canadese († 1963)
- 8 gennaio - William Hartnell, attore britannico († 1975)
- 8 gennaio - Erich Kauer, calciatore tedesco († 1989)
- 8 gennaio - Evfrosinija Antonovna Kersnovskaja, scrittrice russa († 1994)
- 8 gennaio - Nicola Ugo Stame, partigiano e tenore italiano († 1944)
- 8 gennaio - Pál Titkos, calciatore e allenatore di calcio ungherese († 1988)
- 9 gennaio - Simone de Beauvoir, scrittrice, saggista e filosofa francese († 1986)
- 9 gennaio - Guerrino Cattaneo, calciatore italiano († 1992)
- 9 gennaio - Raoul Chaisaz, calciatore francese († 1978)
- 9 gennaio - Giordano Corsi, allenatore di calcio e calciatore italiano († 1958)
- 9 gennaio - Angelo Costanzi, partigiano italiano († 1944)
- 9 gennaio - Barbara Leonard, attrice statunitense († 1971)
- 9 gennaio - Bruno Maini, calciatore e allenatore di calcio italiano († 1992)
- 9 gennaio - Leopold Müller, geologo austriaco († 1988)
- 9 gennaio - Michelangelo Nicoletti, politico italiano († 1991)
- 9 gennaio - Henri Paternóster, schermidore belga († 2007)
- 9 gennaio - Glyn Smallwood Jones, diplomatico e politico britannico († 1992)
- 10 gennaio - Umberto Brizzi, sollevatore italiano († 1991)
- 10 gennaio - Giulio Cogni, scrittore, critico musicale e compositore italiano († 1983)
- 10 gennaio - Paul Henreid, attore austriaco († 1992)
- 10 gennaio - Bernard Lee, attore britannico († 1981)
- 10 gennaio - Renzo Maffioli, rugbista a 15 e allenatore di rugby a 15 italiano
- 10 gennaio - Francis Ryan, calciatore statunitense († 1997)
- 11 gennaio - Aurelio Bonori, fotografo italiano († 1997)
- 11 gennaio - Giuseppe Dottore, criminale italiano († 1946)
- 11 gennaio - Santo Sorge, mafioso italiano
- 11 gennaio - Lionel Stander, attore statunitense († 1994)
- 12 gennaio - Jean Delannoy, regista, sceneggiatore e montatore francese († 2008)
- 12 gennaio - Giulio Gionfrida, magistrato italiano
- 12 gennaio - José Limón, danzatore e coreografo messicano († 1972)
- 12 gennaio - Leopold Ludwig, direttore d'orchestra austriaco († 1979)
- 13 gennaio - Franco Orgera, pentatleta italiano († 1979)
- 13 gennaio - Enrico Paoli, scacchista e compositore di scacchi italiano († 2005)
- 13 gennaio - Ultimo Rodini, calciatore italiano
- 13 gennaio - Earle Wheeler, generale statunitense († 1975)
- 14 gennaio - Dorothy Andrus, tennista statunitense († 1989)
- 14 gennaio - Russ Columbo, cantante, violinista e attore statunitense († 1934)
- 14 gennaio - Josef Hornauer, calciatore tedesco († 1985)
- 15 gennaio - Hugh Alessandroni, schermidore statunitense († 1989)
- 15 gennaio - Jolanda Benvenuti, montatrice italiana († 1981)
- 15 gennaio - Antero Gheri, militare italiano († 1937)
- 15 gennaio - Tamás Keményffy, direttore della fotografia ungherese († 2004)
- 15 gennaio - Toney Penna, golfista e designer italiano († 1995)
- 15 gennaio - Aldo Remondino, generale e aviatore italiano († 1990)
- 15 gennaio - Thelma Salter, attrice statunitense († 1953)
- 15 gennaio - Edward Teller, fisico ungherese († 2003)
- 16 gennaio - Knut Andersen, calciatore norvegese († 1981)
- 16 gennaio - Sammy Crooks, calciatore e allenatore di calcio inglese († 1981)
- 16 gennaio - Orazio Fiume, compositore e musicista italiano († 1976)
- 16 gennaio - Kate Mahaut, schermitrice danese († 1988)
- 16 gennaio - Günther Prien, ufficiale tedesco († 1941)
- 16 gennaio - Kuzman Sotirović, calciatore jugoslavo († 1990)
- 16 gennaio - Ethel Merman, cantante e attrice statunitense († 1984)
- 17 gennaio - Michel Bernheim, regista e direttore della fotografia francese († 1985)
- 17 gennaio - Will Burtin, designer tedesco († 1972)
- 17 gennaio - Cus D'Amato, manager e allenatore di pugilato statunitense († 1985)
- 17 gennaio - Violet La Plante, attrice statunitense († 1984)
- 17 gennaio - Charles Mersch, pallanuotista lussemburghese († 1996)
- 18 gennaio - Lilian Bond, attrice britannica († 1991)
- 18 gennaio - Jacob Bronowski, matematico, biologo e scrittore polacco († 1974)
- 18 gennaio - Marie-Louise Aucher, musicista e cantante francese († 1994)
- 18 gennaio - Raffaele Giraud, calciatore e allenatore di calcio italiano
- 18 gennaio - Martin Goodman, editore statunitense († 1992)
- 18 gennaio - Guy de Larigaudie, scrittore francese († 1940)
- 18 gennaio - Carlo Reguzzoni, allenatore di calcio e calciatore italiano († 1996)
- 18 gennaio - Sibilla di Sassonia-Coburgo-Gotha, principessa tedesca († 1972)
- 18 gennaio - Lambert Schaus, politico e diplomatico lussemburghese († 1976)
- 19 gennaio - Carlo Bertazzoni, politico italiano († 1977)
- 19 gennaio - Jack Cutting, animatore e regista statunitense († 1988)
- 19 gennaio - Domenico Rolla, partigiano e politico italiano († 1954)
- 19 gennaio - Sylvester Wackerle, bobbista tedesco († 1978)
- 20 gennaio - Etienne Fuzellier, insegnante, critico cinematografico e sceneggiatore francese († 1993)
- 20 gennaio - Martha Norelius, nuotatrice svedese († 1955)
- 21 gennaio - Emil Krause, calciatore tedesco († 1962)
- 21 gennaio - Klimentij Borisovič Minc, regista cinematografico sovietico († 1995)
- 21 gennaio - Emilio Pasanisi, avvocato e dirigente d'azienda italiano († 2000)
- 21 gennaio - Bengt Georg Daniel Strömgren, astronomo danese († 1987)
- 22 gennaio - Allan Frost Archer, entomologo e aracnologo statunitense († 1994)
- 22 gennaio - Alice Chalifoux, arpista statunitense († 2008)
- 22 gennaio - Frosty Cox, allenatore di pallacanestro statunitense († 1962)
- 22 gennaio - Giuseppe Fenoglio, calciatore italiano († 1940)
- 22 gennaio - Pedro Ferrer, calciatore cubano
- 22 gennaio - Lev Davidovič Landau, fisico sovietico († 1968)
- 22 gennaio - Carlo Martini, critico letterario e poeta italiano († 1978)
- 22 gennaio - Josef Moc, cestista cecoslovacco († 1999)
- 22 gennaio - Jean Rambaud, religioso e teologo francese († 1977)
- 23 gennaio - Maria Nallino, arabista italiana († 1974)
- 23 gennaio - Sadri Usuoğlu, cestista, allenatore di calcio e calciatore turco († 1987)
- 24 gennaio - Giovanni Brevi, presbitero, missionario e militare italiano († 1998)
- 24 gennaio - Leonardo Lusanna, architetto italiano († 1973)
- 24 gennaio - Duncan Sandys, politico britannico († 1987)
- 25 gennaio - Howard Wendell, attore statunitense († 1975)
- 26 gennaio - Percy Beard, ostacolista e allenatore di atletica leggera statunitense († 1990)
- 26 gennaio - Gunnar Berggren, pugile svedese († 1983)
- 26 gennaio - Jill Esmond, attrice britannica († 1990)
- 26 gennaio - Stéphane Grappelli, violinista, pianista e compositore francese († 1997)
- 26 gennaio - Harry Isaacs, pugile sudafricano († 1961)
- 26 gennaio - Dennis Moore, attore statunitense († 1964)
- 26 gennaio - Gideon Ståhlberg, scacchista svedese († 1967)
- 26 gennaio - René Georges Weill, militare francese († 1942)
- 27 gennaio - Paolo Agosteo, allenatore di calcio e calciatore italiano († 1989)
- 27 gennaio - Everett Francis Briggs, religioso statunitense († 2006)
- 27 gennaio - Ercolano Ercolani, aviatore e militare italiano († 1970)
- 27 gennaio - Hot Lips Page, trombettista e cantante statunitense († 1954)
- 28 gennaio - Erik Almgren, calciatore e allenatore di calcio svedese († 1989)
- 28 gennaio - Luigi Broggini, scultore italiano († 1983)
- 28 gennaio - Fedele Gentile, attore italiano († 1993)
- 28 gennaio - Pat Kennedy, arbitro di pallacanestro statunitense († 1957)
- 28 gennaio - Paul Misraki, compositore e paroliere francese († 1998)
- 28 gennaio - Ricardo Rimini, schermidore uruguaiano († 1972)
- 29 gennaio - Raymond Durand, calciatore francese († 1989)
- 29 gennaio - Lester Fuller, regista statunitense († 1962)
- 29 gennaio - Piero Leonardi, geologo e paleontologo italiano († 1998)
- 30 gennaio - Giorgio Cencetti, paleografo e archivista italiano († 1970)
- 30 gennaio - Paul Herget, astronomo statunitense († 1981)
- 30 gennaio - Enrico Poggi, velista italiano († 1976)
- 30 gennaio - Massimo Poggi, dirigente sportivo italiano († 1976)
- 30 gennaio - José Manuel Soares Louro, calciatore portoghese († 1931)
- 30 gennaio - Roberto Vestrini, canottiere italiano († 1967)
- 31 gennaio - Natal'ja Baranskaja, scrittrice sovietica († 2004)
- 31 gennaio - Bill Cantrell, pilota automobilistico statunitense († 1996)
- 31 gennaio - Hugo Giammusso, pittore e vignettista italiano († 1977)
- 31 gennaio - Simonne Mathieu, tennista francese († 1980)
- 31 gennaio - Mauri Nyberg-Noroma, ginnasta finlandese († 1939)
- 31 gennaio - Atahualpa Yupanqui, cantautore, chitarrista e scrittore argentino († 1992)